# Hornos (wyspa)
Hornos – wyspa należąca do Chile. Znajduje się na niej Przylądek Horn. Administracyjnie należy do regionu Magallanes.